# 2025-ös Formula–1 brit nagydíj
A brit nagydíj a 2025-ös Formula–1 világbajnokság tizenkettedik futama volt, amelyet 2025. július 4. és július 6. között rendeztek meg a Silverstone Circuit versenypályán, Silverstone-ban.

## Választható keverékek
| Abroncs              | Friss | Használt |
| -------------------- | ----- | -------- |
| Kemény keverék (C2)  |       |          |
| Közepes keverék (C3) |       |          |
| Lágy keverék (C4)    |       |          |
| Átmeneti esőgumi (I) |       |          |
| Teljes esőgumi (W)   |       |          |

## Szabadedzések
A brit nagydíj első szabadedzését július 4-én, pénteken délután tartották, magyar idő szerint 13:30-tól.
| helyezés | versenyző             | csapat/motor                 | elért idő | különbség | futott kör |
| -------- | --------------------- | ---------------------------- | --------- | --------- | ---------- |
| 1.       | Lewis Hamilton        | Ferrari                      | 1:26,892  | –         | 26         |
| 2.       | Lando Norris          | McLaren-Mercedes             | 1:26,915  | +0,023    | 26         |
| 3.       | Oscar Piastri         | McLaren-Mercedes             | 1:27,042  | +0,150    | 28         |
| 4.       | Charles Leclerc       | Ferrari                      | 1:27,095  | +0,203    | 26         |
| 5.       | George Russell        | Mercedes                     | 1:27,163  | +0,271    | 25         |
| 6.       | Isack Hadjar          | Racing Bulls-Honda RBPT      | 1:27,217  | +0,325    | 28         |
| 7.       | Alexander Albon       | Williams-Mercedes            | 1:27,304  | +0,412    | 30         |
| 8.       | Liam Lawson           | Racing Bulls-Honda RBPT      | 1:27,351  | +0,459    | 27         |
| 9.       | Andrea Kimi Antonelli | Mercedes                     | 1:27,367  | +0,475    | 25         |
| 10.      | Max Verstappen        | Red Bull-Honda RBPT          | 1:27,432  | +0,540    | 26         |
| 11.      | Fernando Alonso       | Aston Martin Aramco-Mercedes | 1:27,678  | +0,786    | 24         |
| 12.      | Lance Stroll          | Aston Martin Aramco-Mercedes | 1:27,844  | +0,952    | 22         |
| 13.      | Carlos Sainz Jr.      | Williams-Mercedes            | 1:27,909  | +1,017    | 26         |
| 14.      | Arvid Lindblad        | Red Bull-Honda RBPT          | 1:27,958  | +1,066    | 22         |
| 15.      | Esteban Ocon          | Haas-Ferrari                 | 1:28,057  | +1,165    | 23         |
| 16.      | Franco Colapinto      | Alpine-Renault               | 1:28,086  | +1,194    | 27         |
| 17.      | Paul Aron             | Kick Sauber-Ferrari          | 1:28,142  | +1,250    | 25         |
| 18.      | Oliver Bearman        | Haas-Ferrari                 | 1:28,147  | +1,255    | 24         |
| 19.      | Pierre Gasly          | Alpine-Renault               | 1:28,332  | +1,440    | 23         |
| 20.      | Gabriel Bortoleto     | Kick Sauber-Ferrari          | 1:28,397  | +1,505    | 23         |

A brit nagydíj második szabadedzését július 4-én, pénteken délután tartották, magyar idő szerint 17:00-tól.
| helyezés | versenyző             | csapat/motor                 | elért idő | különbség | futott kör |
| -------- | --------------------- | ---------------------------- | --------- | --------- | ---------- |
| 1.       | Lando Norris          | McLaren-Mercedes             | 1:25,816  | –         | 26         |
| 2.       | Charles Leclerc       | Ferrari                      | 1:26,038  | +0,222    | 29         |
| 3.       | Lewis Hamilton        | Ferrari                      | 1:26,117  | +0,301    | 29         |
| 4.       | Oscar Piastri         | McLaren-Mercedes             | 1:26,286  | +0,470    | 27         |
| 5.       | Max Verstappen        | Red Bull-Honda RBPT          | 1:26,314  | +0,498    | 23         |
| 6.       | Andrea Kimi Antonelli | Mercedes                     | 1:26,383  | +0,567    | 28         |
| 7.       | Lance Stroll          | Aston Martin Aramco-Mercedes | 1:26,430  | +0,614    | 24         |
| 8.       | George Russell        | Mercedes                     | 1:26,523  | +0,707    | 27         |
| 9.       | Isack Hadjar          | Racing Bulls-Honda RBPT      | 1:26,524  | +0,708    | 27         |
| 10.      | Liam Lawson           | Racing Bulls-Honda RBPT      | 1:26,624  | +0,808    | 28         |
| 11.      | Alexander Albon       | Williams-Mercedes            | 1:26,840  | +1,024    | 30         |
| 12.      | Fernando Alonso       | Aston Martin Aramco-Mercedes | 1:26,876  | +1,060    | 24         |
| 13.      | Gabriel Bortoleto     | Kick Sauber-Ferrari          | 1:26,904  | +1,088    | 27         |
| 14.      | Esteban Ocon          | Haas-Ferrari                 | 1:26,941  | +1,125    | 26         |
| 15.      | Cunoda Júki           | Red Bull-Honda RBPT          | 1:26,980  | +1,164    | 25         |
| 16.      | Carlos Sainz Jr.      | Williams-Mercedes            | 1:27,159  | +1,343    | 27         |
| 17.      | Nico Hülkenberg       | Kick Sauber-Ferrari          | 1:27,165  | +1,349    | 29         |
| 18.      | Pierre Gasly          | Alpine-Renault               | 1:27,174  | +1,358    | 24         |
| 19.      | Oliver Bearman        | Haas-Ferrari                 | 1:27,226  | +1,410    | 27         |
| 20.      | Franco Colapinto      | Alpine-Renault               | 1:27,289  | +1,473    | 29         |

A brit nagydíj harmadik szabadedzését július 5-én, szombat délután tartották, magyar idő szerint 12:30-tól.
| helyezés | versenyző             | csapat/motor                 | elért idő | különbség | futott kör |
| -------- | --------------------- | ---------------------------- | --------- | --------- | ---------- |
| 1.       | Charles Leclerc       | Ferrari                      | 1:25,498  | –         | 14         |
| 2.       | Oscar Piastri         | McLaren-Mercedes             | 1:25,566  | +0,068    | 14         |
| 3.       | Max Verstappen        | Red Bull-Honda RBPT          | 1:25,585  | +0,087    | 14         |
| 4.       | Lando Norris          | McLaren-Mercedes             | 1:25,606  | +0,108    | 17         |
| 5.       | Cunoda Júki           | Red Bull-Honda RBPT          | 1:26,104  | +0,606    | 13         |
| 6.       | Oliver Bearman        | Haas-Ferrari                 | 1:26,112  | +0,614    | 13         |
| 7.       | Alexander Albon       | Williams-Mercedes            | 1:26,119  | +0,621    | 15         |
| 8.       | George Russell        | Mercedes                     | 1:26,125  | +0,627    | 13         |
| 9.       | Isack Hadjar          | Racing Bulls-Honda RBPT      | 1:26,129  | +0,631    | 14         |
| 10.      | Liam Lawson           | Racing Bulls-Honda RBPT      | 1:26,256  | +0,758    | 14         |
| 11.      | Lewis Hamilton        | Ferrari                      | 1:26,332  | +0,834    | 17         |
| 12.      | Carlos Sainz Jr.      | Williams-Mercedes            | 1:26,332  | +0,834    | 16         |
| 13.      | Esteban Ocon          | Haas-Ferrari                 | 1:26,377  | +0,879    | 12         |
| 14.      | Andrea Kimi Antonelli | Mercedes                     | 1:26,422  | +0,924    | 12         |
| 15.      | Nico Hülkenberg       | Kick Sauber-Ferrari          | 1:26,499  | +1,001    | 19         |
| 16.      | Gabriel Bortoleto     | Kick Sauber-Ferrari          | 1:26,501  | +1,003    | 15         |
| 17.      | Fernando Alonso       | Aston Martin Aramco-Mercedes | 1:26,894  | +1,396    | 16         |
| 18.      | Franco Colapinto      | Alpine-Renault               | 1:27,597  | +2,099    | 14         |
| 19.      | Lance Stroll          | Aston Martin Aramco-Mercedes | 1:27,600  | +2,102    | 14         |
| 20.      | Pierre Gasly          | Alpine-Renault               | 1:27,878  | +2,380    | 16         |

## Időmérő edzés
A brit nagydíj időmérő edzését július 5-én, szombat délután tartották, magyar idő szerint 16:00-tól.
| helyezés              | rajtszám | versenyző             | csapat/motor                 | Q1       | Q2       | Q3       | rajthely | futott kör |
| --------------------- | -------- | --------------------- | ---------------------------- | -------- | -------- | -------- | -------- | ---------- |
| 1                     | 1        | Max Verstappen        | Red Bull Racing-Honda RBPT   | 1:25,886 | 1:25,316 | 1:24,892 | 1        | 18         |
| 2                     | 81       | Oscar Piastri         | McLaren-Mercedes             | 1:25,963 | 1:25,316 | 1:24,995 | 2        | 21         |
| 3                     | 4        | Lando Norris          | McLaren-Mercedes             | 1:26,123 | 1:25,231 | 1:25,010 | 3        | 20         |
| 4                     | 63       | George Russell        | Mercedes                     | 1:26,236 | 1:25,637 | 1:25,029 | 4        | 19         |
| 5                     | 44       | Lewis Hamilton        | Ferrari                      | 1:26,296 | 1:25,084 | 1:25,095 | 5        | 19         |
| 6                     | 16       | Charles Leclerc       | Ferrari                      | 1:26,186 | 1:25,133 | 1:25,121 | 6        | 21         |
| 7                     | 12       | Andrea Kimi Antonelli | Mercedes                     | 1:26,265 | 1:25,620 | 1:25,374 | 10       | 18         |
| 8                     | 87       | Oliver Bearman        | Haas-Ferrari                 | 1:26,005 | 1:25,534 | 1:25,471 | 18       | 18         |
| 9                     | 14       | Fernando Alonso       | Aston Martin Aramco-Mercedes | 1:26,108 | 1:25,593 | 1:25,621 | 7        | 15         |
| 10                    | 10       | Pierre Gasly          | Alpine-Renault               | 1:26,328 | 1:25,711 | 1:25,785 | 8        | 21         |
| 11                    | 55       | Carlos Sainz Jr.      | Williams-Mercedes            | 1:26,175 | 1:25,746 |          | 9        | 12         |
| 12                    | 22       | Cunoda Júki           | Red Bull Racing-Honda RBPT   | 1:26,275 | 1:25,826 |          | 11       | 13         |
| 13                    | 6        | Isack Hadjar          | Racing Bulls-Honda RBPT      | 1:26,177 | 1:25,864 |          | 12       | 12         |
| 14                    | 23       | Alexander Albon       | Williams-Mercedes            | 1:26,093 | 1:25,889 |          | 13       | 13         |
| 15                    | 31       | Esteban Ocon          | Haas-Ferrari                 | 1:26,136 | 1:25,950 |          | 14       | 12         |
| 16                    | 30       | Liam Lawson           | Racing Bulls-Honda RBPT      | 1:26,440 |          |          | 15       | 6          |
| 17                    | 5        | Gabriel Bortoleto     | Kick Sauber-Ferrari          | 1:26,446 |          |          | 16       | 9          |
| 18                    | 18       | Lance Stroll          | Aston Martin Aramco-Mercedes | 1:26,504 |          |          | 17       | 9          |
| 19                    | 27       | Nico Hülkenberg       | Kick Sauber-Ferrari          | 1:26,574 |          |          | 19       | 9          |
| 20                    | 43       | Franco Colapinto      | Alpine-Renault               | 1:27,060 |          |          | boxutca  | 6          |
| 107%-os idő: 1:31,898 |          |                       |                              |          |          |          |          |            |

## Futam
A brit nagydíj futamát július 6-án, vasárnap délután tartották, magyar idő szerint 16:00-tól.
| helyezés | rajtszám | versenyző             | csapat/motor                 | futott kör | idő/kiesés oka   | rajthely | pont |
| -------- | -------- | --------------------- | ---------------------------- | ---------- | ---------------- | -------- | ---- |
| 1        | 4        | Lando Norris          | McLaren-Mercedes             | 52         | 1:37:15,735      | 3        | 25   |
| 2        | 81       | Oscar Piastri         | McLaren-Mercedes             | 52         | +6,812           | 2        | 18   |
| 3        | 27       | Nico Hülkenberg       | Kick Sauber-Ferrari          | 52         | +34,742          | 19       | 15   |
| 4        | 44       | Lewis Hamilton        | Ferrari                      | 52         | +39,812          | 5        | 12   |
| 5        | 1        | Max Verstappen        | Red Bull Racing-Honda RBPT   | 52         | +56,781          | 1        | 10   |
| 6        | 10       | Pierre Gasly          | Alpine-Renault               | 52         | +59,857          | 8        | 8    |
| 7        | 18       | Lance Stroll          | Aston Martin Aramco-Mercedes | 52         | +1:00,603        | 17       | 6    |
| 8        | 23       | Alexander Albon       | Williams-Mercedes            | 52         | +1:04,135        | 13       | 4    |
| 9        | 14       | Fernando Alonso       | Aston Martin Aramco-Mercedes | 52         | +1:05,858        | 7        | 2    |
| 10       | 63       | George Russell        | Mercedes                     | 52         | +1:10,674        | 4        | 1    |
| 11       | 87       | Oliver Bearman        | Haas-Ferrari                 | 52         | +1:12,095        | 18       |      |
| 12       | 55       | Carlos Sainz Jr.      | Williams-Mercedes            | 52         | +1:16,592        | 9        |      |
| 13       | 31       | Esteban Ocon          | Haas-Ferrari                 | 52         | +1:17,301        | 14       |      |
| 14       | 16       | Charles Leclerc       | Ferrari                      | 52         | +1:24,477        | 6        |      |
| 15       | 22       | Cunoda Júki           | Red Bull Racing-Honda RBPT   | 51         | +1 kör           | 11       |      |
| Ki       | 12       | Andrea Kimi Antonelli | Mercedes                     | 23         | baleseti sérülés | 10       |      |
| Ki       | 6        | Isack Hadjar          | Racing Bulls-Honda RBPT      | 17         | baleset          | 12       |      |
| Ki       | 5        | Gabriel Bortoleto     | Kick Sauber-Ferrari          | 3          | baleset          | 16       |      |
| Ki       | 30       | Liam Lawson           | Racing Bulls-Honda RBPT      | 0          | ütközés          | 15       |      |
| Ni       | 43       | Franco Colapinto      | Alpine-Renault               | 0          | sebességváltó    | boxutca  |      |

## A világbajnokság állása a verseny után
| H   | Versenyzők            | Pont | H   | Konstruktőrök                | Pont |
| --- | --------------------- | ---- | --- | ---------------------------- | ---- |
| 1.  | Oscar Piastri         | 234  | 1.  | McLaren-Mercedes             | 460  |
| 2.  | Lando Norris          | 226  | 2.  | Ferrari                      | 222  |
| 3.  | Max Verstappen        | 165  | 3.  | Mercedes                     | 210  |
| 4.  | George Russell        | 147  | 4.  | Red Bull Racing-Honda RBPT   | 172  |
| 5.  | Charles Leclerc       | 119  | 5.  | Williams-Mercedes            | 59   |
| 6.  | Lewis Hamilton        | 103  | 6.  | Kick Sauber-Ferrari          | 41   |
| 7.  | Andrea Kimi Antonelli | 63   | 7.  | Racing Bulls-Honda RBPT      | 36   |
| 8.  | Alexander Albon       | 46   | 8.  | Aston Martin Aramco-Mercedes | 36   |
| 9.  | Nico Hülkenberg       | 37   | 9.  | Haas-Ferrari                 | 29   |
| 10. | Esteban Ocon          | 23   | 10. | Alpine-Renault               | 19   |

(A teljes táblázat)

## Statisztikák
- Vezető helyen:
  - Max Verstappen: 7 kör (1-7)
  - Oscar Piastri: 36 kör (8-43)
  - Lando Norris: 9 kör (44–52)
- Max Verstappen 44. pole-pozíciója.
- Lando Norris 8. futamgyőzelme.
- Oscar Piastri 7. versenyben futott leggyorsabb köre.
- A McLaren 198. futamgyőzelme.
- A McLaren 54. kettős győzelme.
- Lando Norris 36., Oscar Piastri 20., és Nico Hülkenberg 1. dobogós helyezése.